# B2C
Business-to-consumer (B2C) je označení pro obchodní vztah mezi obchodní společností a koncovým zákazníkem realizovaný webovou aplikací, virtuálním obchodem na internetu apod. Označení pro on-line obchodování na internetu, tj. prodej zboží (ať už hmotného, či nehmotného) a služeb koncovému zákazníkovi pomocí služby World Wide Web. Tato oblast je označována i jako „e-commerce“.
V anglické zkratce je výraz „to“ nahrazen číslicí 2, která se anglicky vyslovuje téměř shodně.
Oblasti B2C je možné rozdělit na:
- prodej informací (tzv. „bit business“): produkt lze kompletně distribuovat elektronickou cestou; do této skupiny patří prodej a pronájem softwaru, prodej publikovaných informací (elektronické noviny, burzovní zprávy, hudební servery ...) aj.;
- prodej zboží: produkt je objednán, případně i zaplacen elektronicky, zboží je však hmotné;
- poskytování reklamního prostoru: podmínkou je vlastnictví dostatečně navštěvovaného serveru.